# NASCAR Cup Series

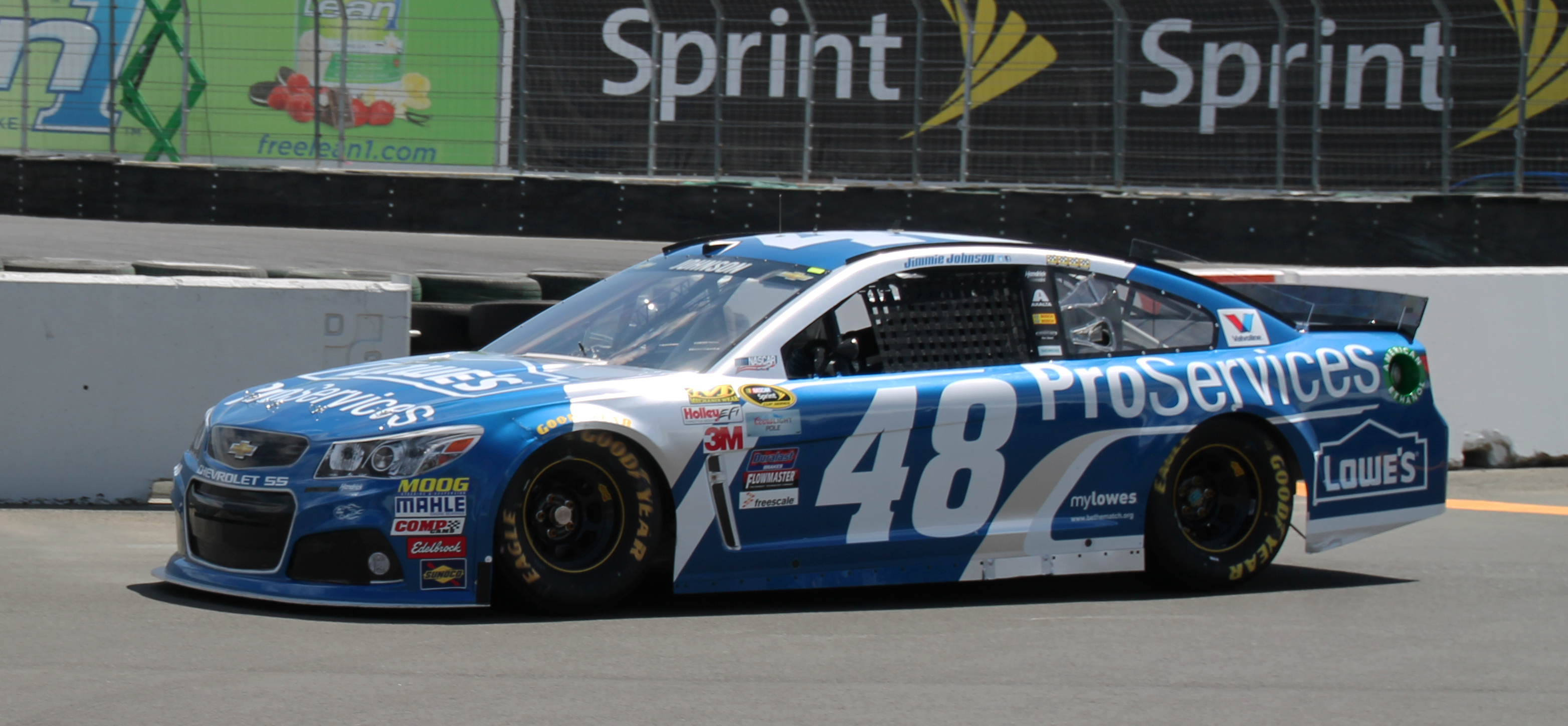
Jimmie Johnsons Chevrolet SS der Saison 2015

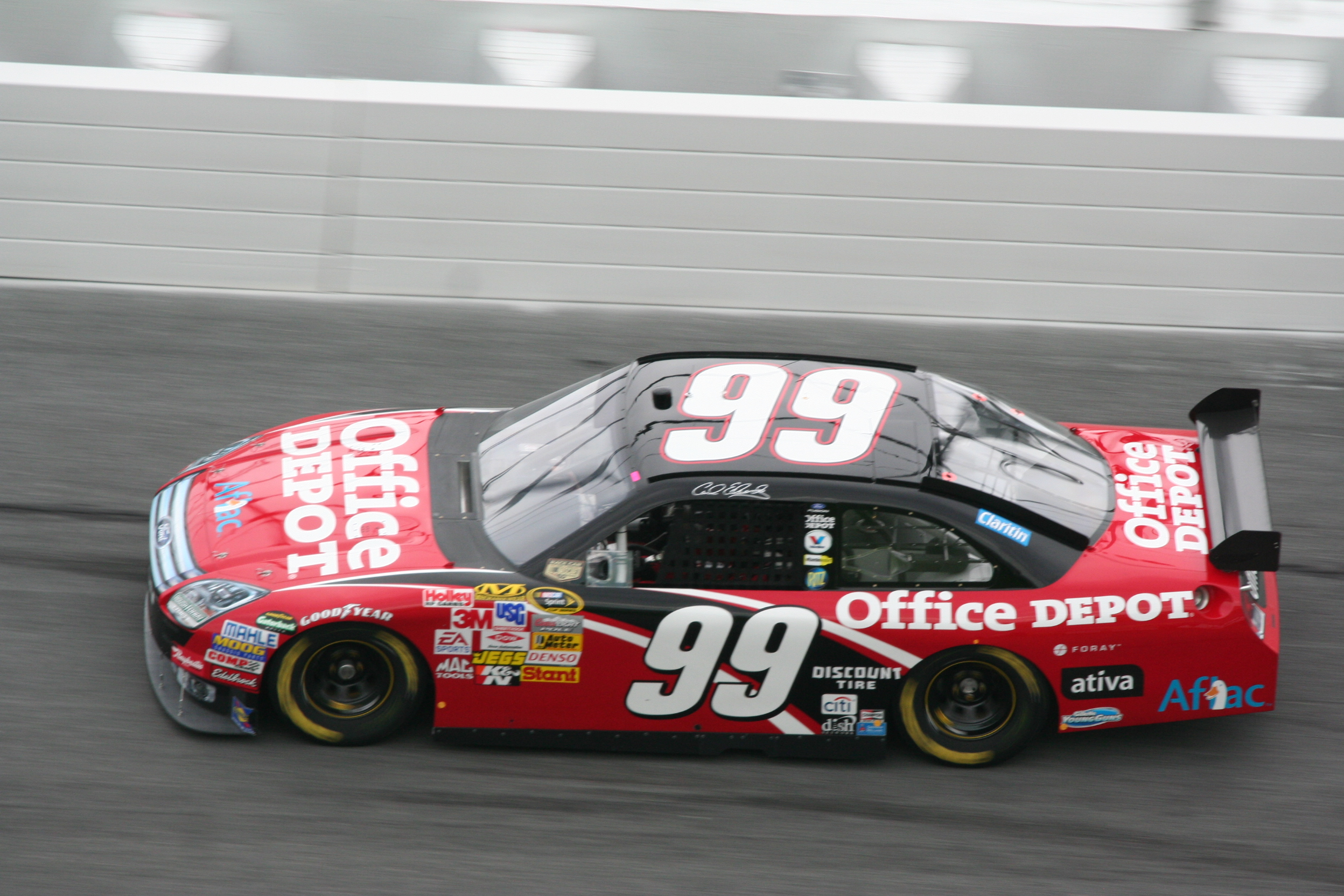
Carl Edwards’ Ford Fusion Car of Tomorrow 2008

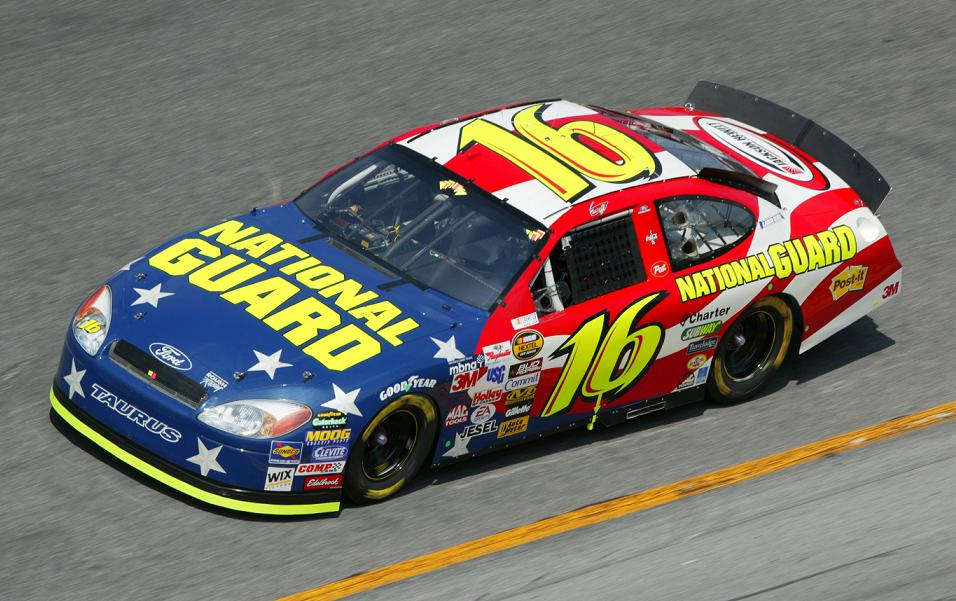
Greg Biffles Ford Taurus 2006

Die NASCAR Cup Series ist die höchste Motorsportliga der NASCAR und gilt als die prestigeträchtigste Stockcar-Rennserie. Zuvor hieß sie Strictly Stock Series (1949), Grand National Series (1950 bis 1971), Winston Cup (1972 bis 2003), Nextel Cup (2004 bis 2007) Sprint Cup (2008 bis 2016) und Monster Energy NASCAR Cup Series (2017 bis 2019). Die 36 Rennen lange Saison wird mit einem Playoffsystem entschieden.

## Geschichte

### Strictly Stock & Grand National
Im Jahr 1949 führte NASCAR die Strictly Stock-Klasse ein, nachdem es im Jahr 1948 nur Rennen in der sogenannten Modified-Klasse gegeben hatte. Es fanden acht Rennen statt, die auf sieben verschiedenen Dirt-Ovalen, also unasphaltierten Rennstrecken, und dem Daytona Beach Road Course ausgetragen wurden. Das allererste Rennen der neuen Rennserie fand auf dem Charlotte Speedway statt und wurde, nach der Disqualifikation von Glenn Dunaway, von Jim Roper gewonnen. Der erste Meister war Red Byron, der zwei der acht Rennen gewann.
Bereits nach nur einer Saison änderte NASCAR den Namen in Grand National ab dem Jahr 1950, um den Bemühungen des Aufbaus einer professionellen und prestigeträchtigen Rennserie Nachdruck zu verleihen. Diesen Namen sollte sie bis 1971 behalten. Unter dem neuen Namen fanden ebenfalls mehr Rennen statt, manchmal zwei an einem Tag. Eine Saison in der Grand National-Serie bestand dementsprechend teilweise aus über 60 Rennen pro Jahr. Es gab also keinen Rennkalender mit einem Rennen pro Wochenende, bei dem die meisten Fahrer an jedem Rennen teilnehmen.
In den ersten Jahren der Grand National-Serie fanden die meisten Rennen auf unasphaltierten Short-Track-Ovalen mit einer Länge von weniger als einer viertel Meile bis mehr als einer halben Meile oder unasphaltierten Ovalkursen auf Jahrmärkten mit Längen von einer halben bis zu einer Meile statt. Von den ersten 221 Rennen wurden 198 auf diesen sogenannten Dirt Tracks ausgetragen. Im Jahr 1959, als der Daytona International Speedway eröffnet wurde, gab es noch immer mehr Rennen auf Erdboden als auf Asphalt. Deren Anzahl reduzierte sich in den 1960er Jahren, als neue Superspeedways errichtet und die alten Ovalkurse asphaltiert wurden. Mit der Eröffnung des Daytona International Speedway etablierte sich ebenfalls das Daytona 500 als jährlich ausgetragenes Rennen, wobei dieses sich großer Beliebtheit erfreute.

### Winston Cup
Von 1972 an bis 2003 wurde der Name der Serie in "Winston Cup" geändert, da sie von der R. J. Reynolds Tobacco Company gesponsert wurde. In den späteren Jahren gab es zunehmende Kontroversen ob des Sponsoring, nachdem die US-amerikanische Gesetzgebung die Werbung für Tabak und Zigaretten stark eingeschränkt hatte.
Die Unterstützung von R. J. Reynolds Tobacco ab Jahr 1972 wird allgemein als der Beginn der modernen Ära von NASCAR angesehen. Die Saison wurde kürzer und das Punktesystem wurde mehrfach in den darauffolgenden vier Jahren verändert. Rennen auf unasphaltierten Strecken gab es nicht mehr, ebenso Ovalrennen mit einer Distanz von weniger als 250 Meilen. Zudem übergab Bill France senior, Gründer von NASCAR, die Kontrolle an seinen Sohn Bill France junior. Im August 1974 entwickelte Bob Latford ein Punktesystem, bei dem gleiche Punkte für alle Rennen unabhängig von der Rennlänge oder Preisgeld vergeben wurde. Es war ohne Änderung von der Saison 1975 bis zur Einführung des Chase for the Cup in der Saison 2004 im Einsatz.
Im Jahr 1981 wurde erstmals ein Bankett für die Übergabe der Auszeichnungen in New York im Hotel Waldorf Astoria abgehalten. Nachdem es zunächst im Starlight Room stattgefunden hatte, zog es ab 1985 in den Grand Ballroom um, in dem es bis 2001 abgehalten wurde. Im Jahr 2001 wurde das Bankett zugunsten einer einfacheren Zeremonie abgeschafft und fand im Jahr 2002 im Hammerstein Ballroom im Manhattan Center statt. Im Jahr 2003 wurde das Bankett wieder eingeführt und zog zurück in den Grand Ballroom des Waldorf-Astoria.

### Nextel & Sprint Cup

Logo des NASCAR Nextel Cup

Logo des Sprint Cup

Im Jahr 2003 beendete R. J. Reynolds Tobacco sein Sponsoring, da die Zielgruppe andere Marken präferierte. Neuer Sponsor wurde das Telekommunikationsunternehmen Nextel. Der Name der Serie lautete seit der Saison 2004 Nextel Cup. Aufgrund des Zusammenschlusses von Sprint und Nextel heißt die Serie seit der Saison 2008 Sprint Cup.
Wesentliche Neuerung war die Einführung eines Play-off-Formats, dem sogenannten Chase for the Sprint Cup, um die Spannung der Meisterschaftsentscheidung möglichst bis zum letzten Rennen aufrechtzuerhalten. Hierbei wird die Saison zweigeteilt in eine Art Qualifikationsphase bestehend aus 26 Rennen und dem als „Chase“ bezeichneten Play-off. In der Qualifikationsphase kämpfen die Fahrer um den Einzug ins Play-off und nur die für das Play-off qualifizierten Fahrer haben eine Chance auf die Meisterschaft, deren Punktestand nach dem Einzug gleichgesetzt wird.
2016 wurde das Starterfeld von 43 auf 40 reduziert, auch wurde ein sogenanntes Charter-System eingefügt. Dabei erhielten 36 Teams einen Charter, der dem Wagen einen Startplatz für alle Rennen garantiert. Dies sollte mehr Stabilität und Vorhersehbarkeit in den Sport bringen.

## Meisterschaften

### Cup Championship
Die Fahrermeisterschaft wird seit der Saison 2004 in einem Play-off-Verfahren ausgetragen, dem so genannten Chase for the Cup. In den ersten 26 Saisonrennen kämpfen die Fahrer um den Einzug in den Chase. Danach werden drei Segmente mit je drei Rennen ausgetragen, nach jedem Segment werden die vier Fahrer mit den wenigsten Punkten eliminiert. Im Saisonfinale sind noch vier Fahrer übrig, derjenige, der das Rennen mit dem besten Ergebnis abschließt, ist der neue Champion.

### Cup Series Owner’s Championship
Die Cup Series Owner’s Championship ist eine Meisterschaft unter den Wagenbesitzern respektive den Mannschaften einzelner Wagen, da jeder Wagen von einer eigenen Mannschaft betreut wird. Ein Team, welches beispielsweise drei Wagen ins Rennen schickt, besteht praktisch aus drei voneinander unabhängigen Teams, die jeweils für einen eigenen Rennwagen zuständig sind. Bei der Owner’s Championship bekommt ein Rennwagen Punkte anhand seines Abschneidens im Rennen gutgeschrieben, unabhängig davon, welcher Fahrer am Steuer saß. Anders als beispielsweise in der Formel 1 werden die Punkte aller Wagen eines Besitzers nicht addiert, da ein Besitzer ein oder mehrere Wagen ins Rennen schicken kann und das zu einem unfairen Wettbewerb führen würde. Die Punktevergabe funktioniert ähnlich der Fahrer-Meisterschaft mit einer Ergänzung: Falls sich mehr als 43 Wagen für ein Rennen zu qualifizieren versuchen, werden auch Owner-Points für nicht-qualifizierte Wagen vergeben. Der erste nicht qualifizierte Wagen, in der Regel ist dies der auf Platz 44 im Qualifying liegende, erhält 31 Punkte und somit drei weniger als der 43. im Rennen. Gibt es mehr als einen nicht qualifizierten Wagen, bekommen diese ebenfalls Punkte gutgeschrieben. Pro Platzierung nehmen die Punkte um jeweils drei ab. Die Entscheidung um den Titel wird ebenfalls in einem Chase ausgetragen.
Seit der Saison 2005 garantiert eine Platzierung unter den Top 35 dem entsprechenden Team des jeweiligen Rennwagens einen Startplatz im nächsten Rennen unabhängig vom Ergebnis des Qualifyings. Dies bedeutet im Umkehrschluss, dass nur acht von 43 Startplätzen anhand der im Qualifying erreichten Zeiten vergeben werden. Erzielen beispielsweise neun Fahrer von Wagen, die nicht unter den Top 35 in den Owner-Points liegen, im Qualifying schnellere Zeiten als der schlechteste in den Owner-Points, so ist neuntschnellste von ihnen dennoch nicht qualifiziert. Sollte zudem ein ehemaliger Champion nicht über die Top-35-Regel oder die Qualifying-Zeit für das Rennen qualifiziert sein, so kann er sich über die sogenannte „Past Champion Provisional“ einen Startplatz „erkaufen“. Damit verringert sich die Anzahl frei zu vergebener Startplätze auf sieben. Eine weitere Bedeutung kommt den Owner-Points zu, wenn ein Qualifying aufgrund von Regen ausfällt. Dann nämlich wird die Startaufstellung zum Rennen anhand der Owner-Points bestimmt.

### Hersteller-Meisterschaft
Außer der Fahrer- und Owner-Meisterschaft gibt es in der Cup Series auch eine Hersteller-Meisterschaft. Sie ist aber nicht so angesehen wie die Fahrer-Meisterschaft. In der Vergangenheit war dies anders, da mehr Hersteller in der Serie vertreten waren und die Hersteller-Meisterschaft ein wichtiges Marketingwerkzeug war.
Die Punkte werden nach dem Punktesystem der Formel 1 vergeben, wie es zwischen 1960 und 1990 angewandt wurde. Der Sieger erhält neun Punkte, der nächste Hersteller sechs, der dritte Hersteller vier, der Vierte drei, der Fünfte zwei und der sechstbeste Hersteller einen Punkt. In der Praxis bedeutet dies, dass wenn beispielsweise Chevrolet die Plätze eins bis zehn belegt, als Hersteller neun Punkte gutgeschrieben bekommt. Ist der Wagen auf Platz elf ein Ford, so bekommt Ford sechs Punkte als zweitbester Hersteller.

## Rennwagen

### Vergangenheit
Vor den frühen 1960er Jahren basierten die Wagen auf großen Straßenkreuzern wie dem Chevrolet Impala oder dem Ford Galaxie. Ab Mitte der 1960er Jahre kamen mit Aufkommen der Mittelklassewagen wie der Ford Fairlane diese zum Einsatz.

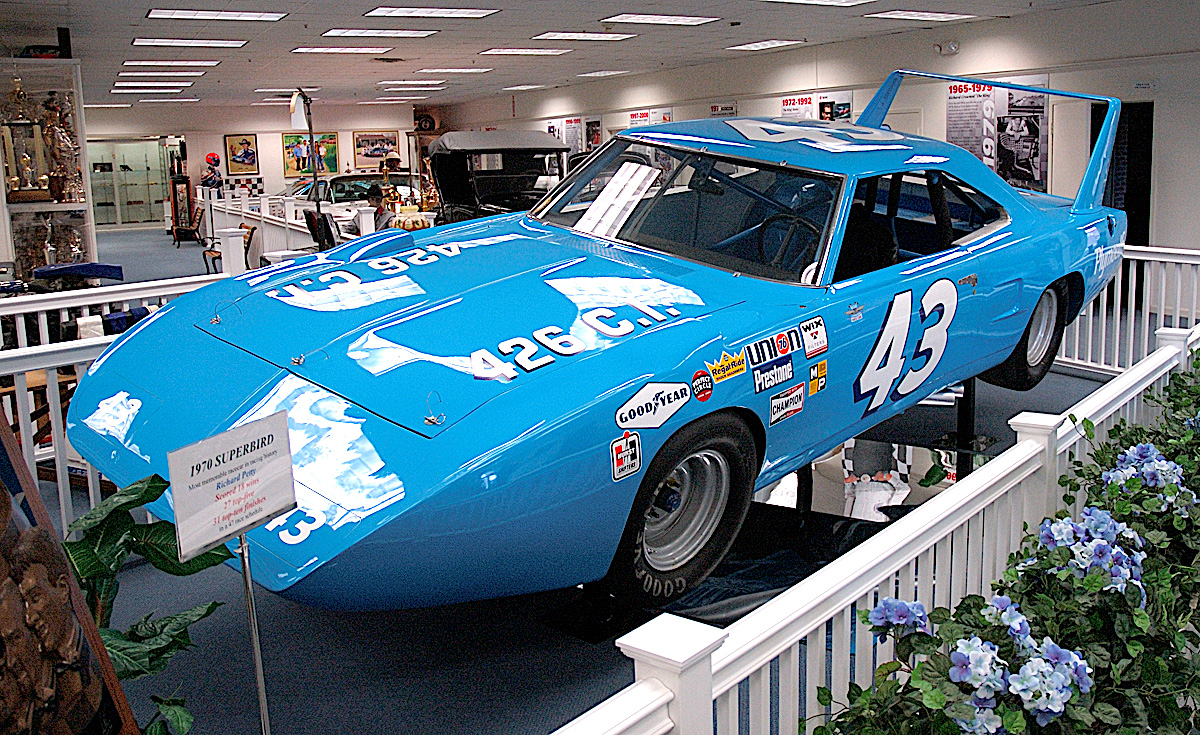
Richard Pettys Plymouth Superbird

Zu dieser Zeit waren Tourenwagen noch seriennahe Fahrzeuge, die es auch beim Autohändler zu kaufen gab. Dies war im Reglement von NASCAR auch so festgeschrieben: Ein Fahrzeug musste mindestens 500-mal produziert oder alternativ für jeden Händler des jeweiligen Herstellers in den Vereinigten Staaten ein Wagen an einen Kunden verkauft worden sein. Diese Regel stellt klar, dass das NASCAR-Reglement nicht mit dem der FIA und den Gruppen 1, 2, 5 oder später N, A, und B übereinstimmte.
Manchmal wurden Fahrzeuge speziell für NASCAR hergestellt, wie zum Beispiel der Ford Torino Talladega mit speziellem aerodynamischen Design. Die bekanntesten dieser als „Aero Warrior“ bezeichneten Fahrzeuge waren der Dodge Charger Daytona und der Plymouth Superbird, der mit einem Heckflügel daherkam, der höher als das Dach war. Zusammen mit der spitz zulaufenden Frontpartie bewirkte dies Höchstgeschwindigkeiten von über 220 mph (354 km/h). Damit überflügelten sie die meisten anderen Wagen. Kurz darauf änderte NASCAR die Regeln um solche aerodynamischen Tricksereien zu beenden. Genau das Gegenteil dieser aerodynamischen Fahrzeuge war beispielsweise der AMC Matador von Penske des Jahres 1972, der auch als „flying brick“, also „fliegender Ziegelstein“ bezeichnet wurde.

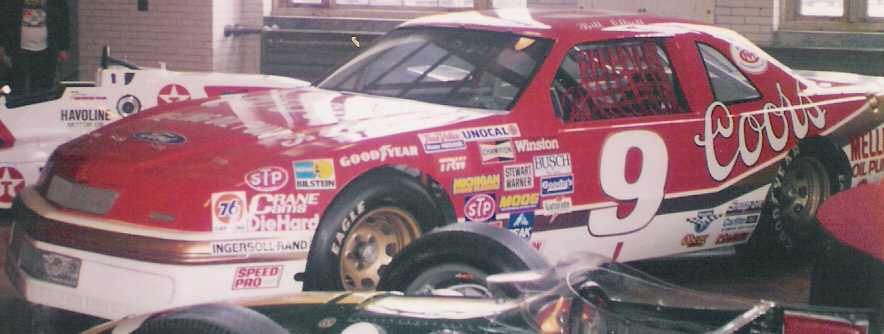
Der Wagen, mit dem Bill Elliott den Rekord für die schnellste offizielle Runde in einem Tourwagen mit 212,809 mph (342.483 km/h) auf dem Talladega Superspeedway erzielte.

In den 1980er Jahren wurden die Wagen kleiner und Fairmonts, Thunderbirds sowie der mittlerweile kleinere Monte Carlo kamen zum Einsatz. In den 1990er Jahren wechselte General Motors zum Aussehen des Lumina und Grand Prix mit V6-Motoren und Frontantrieb. Im NASCAR-Wagen blieb es aber beim V8-Motor und Hinterradantrieb, nur die Form der Karosserie wurde angepasst. Als der Ford Thunderbird eingestellt wurden, waren die Ford-Teams gezwungen, die Form des viertürigen Taurus einzusetzen, da es von Ford zeitweise kein zweitüriges Fahrzeug gab.
Obwohl die Wagen der Cup Series nach entsprechenden Serienmodellen der jeweiligen Hersteller benannt sind, gibt es nur wenige Gemeinsamkeiten mit den Rennwagen. Sie bestehen zu einem begrenzten Teil in der Form der Karosserie sowie in der Lackierung der Frontpartie, mit der Kühlergrill und Scheinwerfer angedeutet werden. Bis ins Jahr 2003 waren die Motorhaube, das Dach und der Kofferraumdeckel denen der Serienfahrzeuge gleich, dies wurde aber von NASCAR zugunsten der Gleichheit der Wagen aufgegeben.

### Car of Tomorrow
Siehe auch: Car of Tomorrow

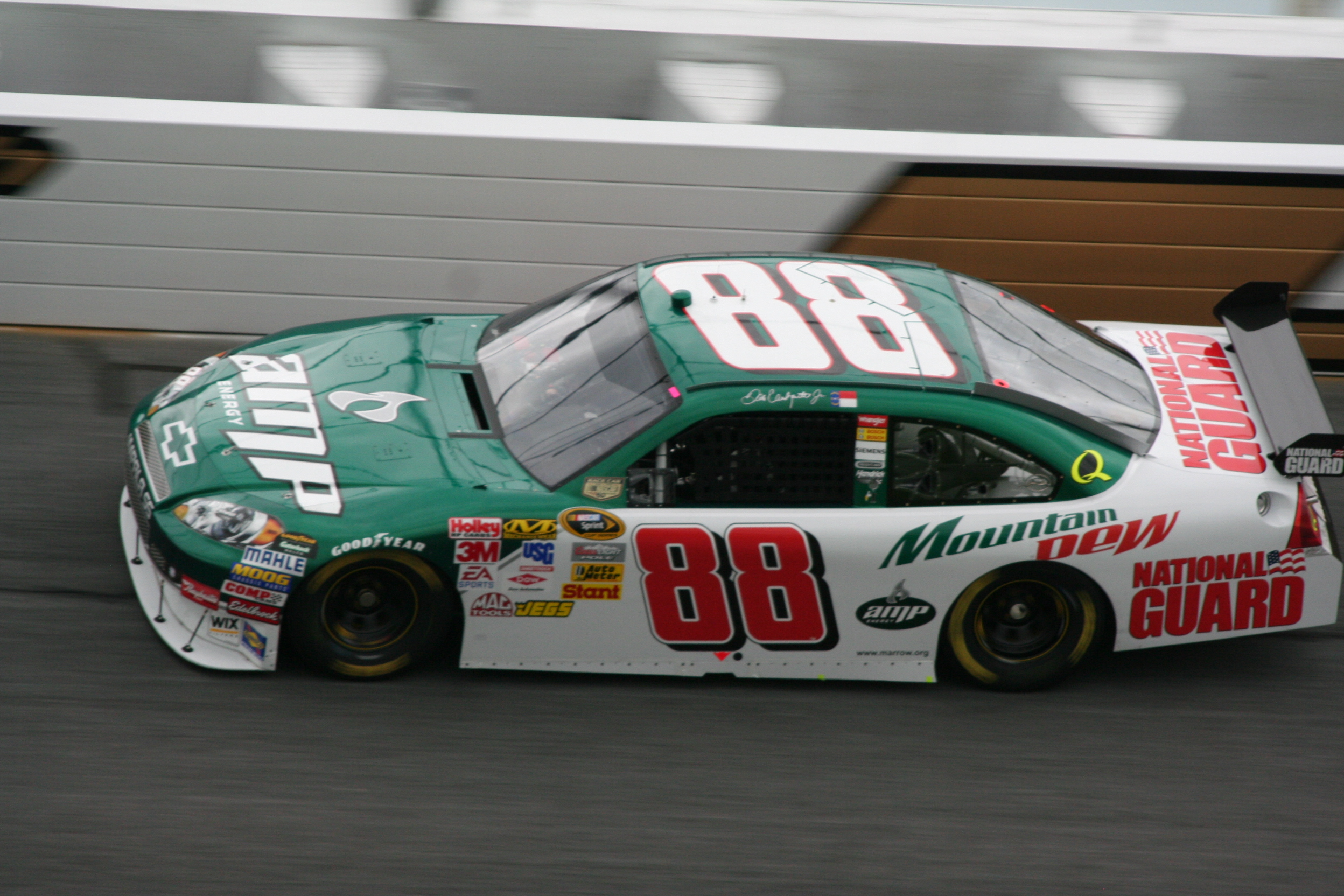
Dale Earnhardt junior’s Chevrolet Impala-CoT während der Speedweeks in Daytona.

Das Car of Tomorrow, kurz COT ist ein komplett neues Fahrzeug, das im März 2007 auf dem Bristol Motor Speedway debütierte. Bei der Entwicklung wurde im Wesentlichen Augenmerk auf die Sicherheit gelegt, wobei unter anderem der Fahrersitz im Wagen weiter nach innen verlegt und der Wagen selbst um vier Zoll verbreitert wurde. Außerdem wurde die Frontpartie umgestaltet, um Bump-Drafting, das heißt gegenseitiges Anschubsen zu unterbinden. Die auffälligste Änderung war der neue Heckflügel, der den bisherigen Spoiler ersetzte und von NASCAR per Losverfahren vor dem Rennen an die Teams verteilt wurde.
Die ursprüngliche Planung sah vor, den Wagen in der Saison 2007 auf allen Ovalen mit einer Länge von weniger als 1,5 Meilen, bei den Straßenrennen sowie dem Herbstrennen auf dem Talladega Superspeedway einzusetzen und nach einem weiteren Zwischenschritt im Jahr 2008 ab der Saison 2009 ausschließlich das Car of Tomorrow zu verwenden. Entgegen dieser Planung wurde aber bereits die Saison 2008 komplett mit dem Car of Tomorrow gefahren.
Zur Saison 2010 wurde der Heckflügel wieder durch einen Spoiler ersetzt, wie er vor 2007 Verwendung fand. Im nächsten Jahr wurde die Frontpartie des Wagens überarbeitet.

### Generation 6
Die 2013 eingeführten Generation 6-Fahrzeuge, auch als Gen6 bezeichnet, sollten optisch näher an den Serienfahrzeugen liegen. So lassen sich die markentypischen Designs des Chevrolet SS, Ford Fusion und Toyota Camry nun auch in den NASCAR-Rennwagen wiederfinden. Auch wurde die Sicherheit weiter verbessert sowie das Gewicht um circa 73 Kilogramm gesenkt, was unter anderem durch Motorhauben und Kofferraumabdeckungen aus mit Kevlar verstärkten Kohlenstofffasern erreicht wurde. Zu Beginn hatten die Wagen mehr Abtrieb als das COT, jedoch wurden zur Saison 2016 und 2017 die Abtriebswerte durch Verkleinerung des Heckspoilers und des Splitters verringert. Der Heckspoiler wurde so von 8 Zoll (20,32 cm) in der Saison 2015 auf 2,375 Zoll (ca. 6 cm) in der Saison 2017 gekürzt.
Es konnten bisher auf allen Strecken außer Talladega, Daytona und Atlanta neue Rundenrekorde aufgestellt werden. Insgesamt erhöhten sich die Kosten im Vergleich zu den COT-Fahrzeugen für jedes Chassis um etwa eine halbe Million US-Dollar.

#### Technik
Die Wagen sind hinterradangetriebene, hochmotorisierte Rennwagen mit einem Rohrrahmenchassis und dünner Metallverkleidung. Sie werden von streng reglementierten V8-Motoren mit einer elektrischen Saugrohreinspritzung, rund 5,9 Liter Hubraum und über Stößel, Stoßstangen und Kipphebel betätigte Ventile angetrieben. Es handelt sich dabei im Wesentlichen um Stockblock-Motoren. Bis 2012 wurden Vergaser eingesetzt. Diese Motorentechnik stammt noch aus den 1960er Jahren, aber durch den Einsatz moderner Technik und Materialien erreichen die Motoren eine Leistung von über 625 kW (850 PS). Die Leistung wird jedoch durch Luftmengenbegrenzer auf etwa 725 PS reduziert. Bis zur Saison 2006 wurden sie mit verbleitem Kraftstoff betrieben, seit 2007 wird auf unverbleitem Kraftstoff gesetzt. Die Kühlluft wird durch einen Kühlergrill unterhalb der Stoßstange zugeführt. Die richtige Konfiguration der Lufteinlässe hat dabei entscheidenden Einfluss auf die Fahrleistungen: Um die Wagen windschlüpfiger zu machen, werden die Kühllufteinlässe teilweise mit Klebestreifen, sogenannten Duct-Tapes, oder Grill-Tapes, abgeklebt. Dies bedeutet aber auch, dass der Motor schneller erhitzt und die 200° Fahrenheit-Grenze (etwa 93 °C) erreicht. Da es keine Telemetrie gibt, muss der Fahrer selbst die Motortemperatur beobachten.
Die Kraftübertragung ist konventionell über ein handgeschaltetes unsynchronisiertes Vierganggetriebe auf die Hinterräder. Dieses Konzept wurde bei als Vorbild dienenden Straßenfahrzeugen größtenteils durch Automatik und kleinere, quer eingebaute V6-Motoren mit Frontantrieb ersetzt.
Zusätzlich werden das Getriebe, die Bremsen und aerodynamische Komponenten für die unterschiedlichen Rennstrecken speziell ausgewählt. Besonderes Augenmerk beim Einstellen der Wagen liegt auf der Anpassung des Abtriebs, der Federrate, dem verstellbaren Panhardstab an der Hinterachse (Track Bar) und der Bremsbalance. Bestimmte Einstellungen lassen sich mit einfachen Mitteln mechanisch bei einem Boxenstopp vornehmen, zum Beispiel die Konfiguration des Track Bar durch eine Kurbel oder die Federrate durch das Einfügen von flachen Gummischeiben in die Feder, den Spring Rubbers.
Ein Über- beziehungsweise Untersteuern kann über die Wedge, das heißt das Gewichtsverhältnis zwischen vorderem rechten und hinterem linken Reifen, den Radsturz und den Luftdruck der Reifen gesteuert werden. Erst- und letztgenanntes kann auch während eines Rennens verändert werden. Allerdings sind die Begriffe Unter- und Übersteuern in NASCAR praktisch unbekannt. Stattdessen wird dort von „tight“ beziehungsweise „loose“ gesprochen.

#### Spezifikation

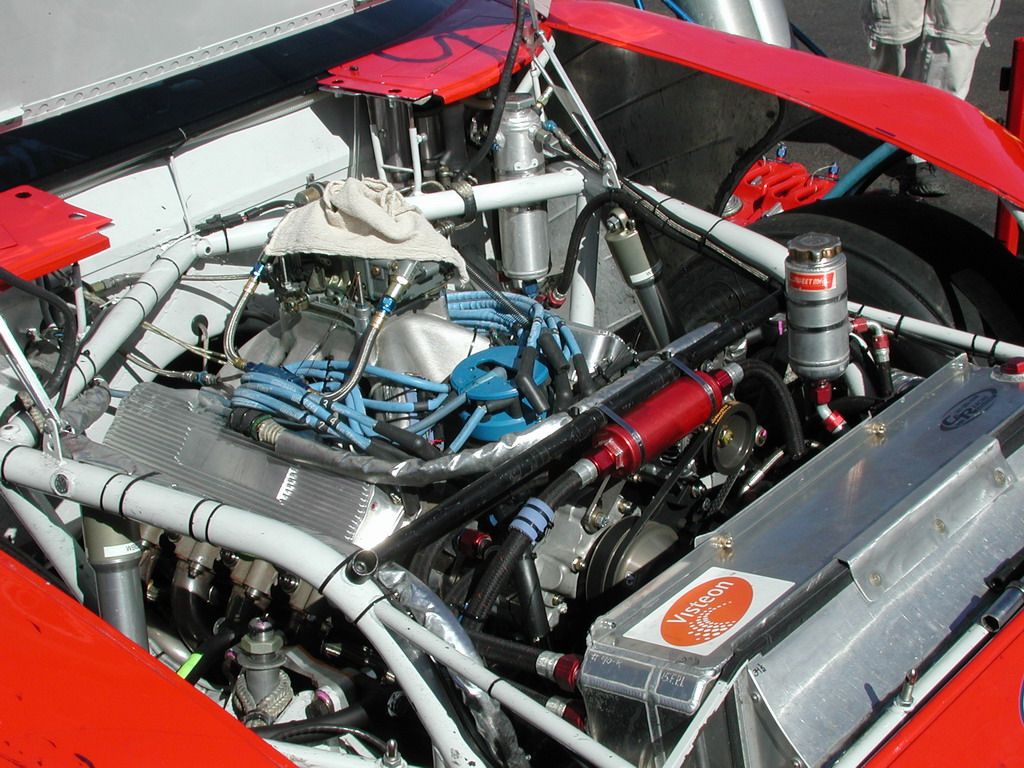
V8-Motor von Ricky Rudd aus dem Jahr 2004

- Hubraum: 5,86 Liter (358 in³) Stoßstangen-V8
- Übersetzung: Vier-Gang-Getriebe, Handschaltung
- Masse:
  - min. ohne Fahrer und Benzin: 1497 kg
  - min. mit Fahrer und Benzin: 1576 kg
- Leistung:
  - ungedrosselt: etwa 533 kW (725 PS)
  - gedrosselt: etwa 331 kW (450 PS)
- Treibstoff: Benzin Bleifrei
- Füllkapazität des Tanks: 68 Liter
- Kraftstoffzustellung: Einspritzung
- Verdichtungsverhältnis: 12:1
- Saugmotoren
- Radstand: 2,8 m (110 in)
- Lenkung: Servo-Kugelumlauflenkung

## Cup-Series-Cup-Strecken

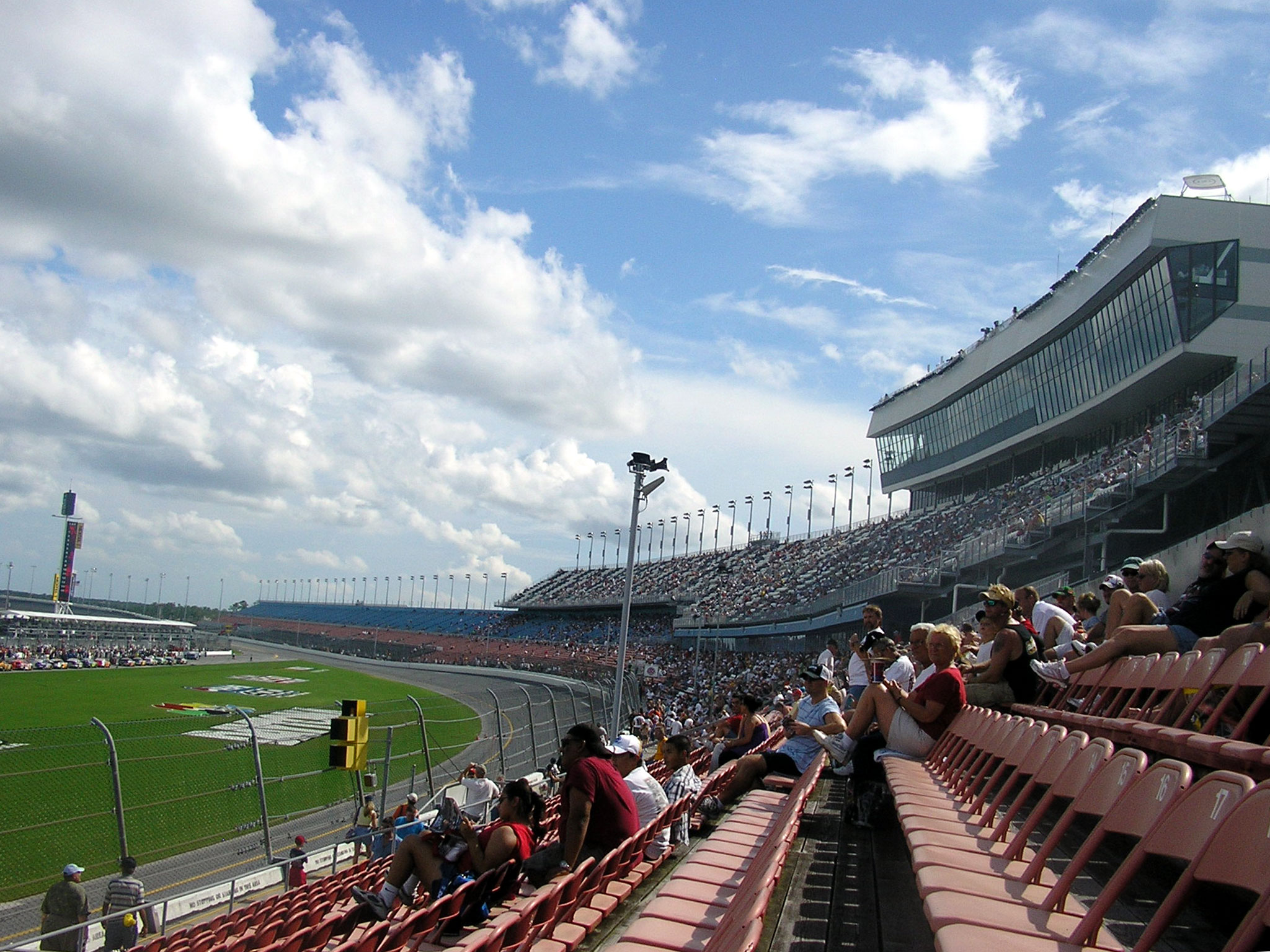
Blick auf die Start- und Ziellinie des Daytona International Speedway.

Siehe auch: Liste der NASCAR-Rennstrecken
Die Rennen finden nicht auf identischen Strecken statt. Ovalkurse variieren in der Länge von 0,526 Meilen (847 m) des Martinsville Speedway bis zu 2,66 Meilen (4,28 km) des Talladega Superspeedway. Während manche Strecken Ovale im klassischen Sinn sind wie beispielsweise der Bristol Motor Speedway oder der Dover International Speedway, gibt es auch viele Tri-Ovale wie den Kansas Speedway oder den Daytona International Speedway. Andere Konfigurationen umfassen sogenannte Quad-Ovale wie den Lowe’s Motor Speedway und den Texas Motor Speedway oder auch D-Ovale mit dem Auto Club Speedway, dem Michigan International Speedway und dem Richmond International Raceway. Daneben gibt es weitere spezielle Streckenkonfigurationen wie den Darlington Raceway mit unterschiedlichen Kurvenlängen, die Dreieckskonfiguration des Pocono Raceway oder den fast rechteckigen Indianapolis Motor Speedway.
Die Strecken variieren nicht nur in der Streckenform, sondern auch in der Kurvenüberhöhung bei unterschiedlicher Streckenlänge, was sich auf die erreichbaren Höchstgeschwindigkeiten auswirkt. Relativ flach sind beispielsweise der New Hampshire Motor Speedway mit 7° und der Phoenix International Raceway mit 11° Überhöhung. Demgegenüber stehen beispielsweise der Talladega Superspeedway mit einer Überhöhung von bis zu 33° oder der Bristol Motor Speedway, dessen Kurven mit 30° und selbst die Geraden mit 10° überhöht sind.
Neben den Rennen auf den Ovalkursen werden zwei Veranstaltungen auf klassischen Straßenkursen ausgetragen. Sie finden auf dem Sonoma Raceway und Watkins Glen International statt. Für diese Strecken wurden in der Vergangenheit schon mal Regenreifen entwickelt, die aber bis auf eine Trainingssitzung in Watkins Glen nie im Rennen zum Einsatz kamen, da Rennen der Cup Series nur bei trockenen Bedingungen stattfinden.
Die erreichten Geschwindigkeiten hängen maßgeblich von der Rennstrecke ab. Die schnellste ist dabei der Talladega Superspeedway, auf dem der Rekord der höchsten Durchschnittsgeschwindigkeit eines Rennens bei 188 mph (etwa 303 km/h) liegt. Hier wurde auch die schnellste jemals gefahrene Qualifying-Runde mit einem Durchschnitt von 212,809 mph (etwa 342,483 km/h) erreicht, die von Bill Elliott im Jahr 1987 gefahren wurde. Wesentlichen Anteil hierbei hat auch die starke Kurvenüberhöhung: Sie sorgt dafür, dass eine Runde komplett mit Vollgas gefahren werden kann und die Bremse praktisch nur zum Einfahren in die Box benötigt wird. Aufgrund der vorgeschriebenen Restrictor Plates werden diese Geschwindigkeiten allerdings nicht mehr erreicht, sie liegen knapp über der Marke von 200 mph.
Die langsamsten Strecken sind der Sonoma Raceway mit einem Durchschnitt im Rennen von 81 mph (etwa 130 km/h) und im Qualifying von 99 mph (etwa 159 km/h) sowie der Martinsville Speedway, auf dem die Durchschnittsgeschwindigkeit im Rennen bei 82 mph (etwa 132 km/h) und im Qualifying bei 98 mph (etwa 156 km/h) liegt. Die Durchschnittsgeschwindigkeit im Rennen ergibt sich aus allen gefahrenen Runden vom Start bis zum Ziel inklusive Runden unter Gelb, bei dem das Rennen neutralisiert ist.
| Liste der Cup Series-Rennstrecken                     | Liste der Cup Series-Rennstrecken            | Liste der Cup Series-Rennstrecken                  | Liste der Cup Series-Rennstrecken                  | Liste der Cup Series-Rennstrecken                 | Liste der Cup Series-Rennstrecken             | Liste der Cup Series-Rennstrecken | Liste der Cup Series-Rennstrecken | Liste der Cup Series-Rennstrecken | Liste der Cup Series-Rennstrecken | Liste der Cup Series-Rennstrecken |
| Atlanta Motor Speedway Hampton, Georgia               | Auto Club Speedway Fontana, Kalifornien      | Bristol Motor Speedway Bristol, Tennessee          | Charlotte Motor Speedway Concord, North Carolina   | Chicagoland Speedway Joliet, Illinois             | Darlington Raceway Darlington, South Carolina |                                   |                                   |                                   |                                   |                                   |
| Daytona International Speedway Daytona Beach, Florida | Dover International Speedway Dover, Delaware | Homestead-Miami Speedway Homestead, Florida        | Indianapolis Motor Speedway Speedway, Indiana      | Kansas Speedway Kansas City, Kansas               | Kentucky Speedway Sparta, Kentucky            |                                   |                                   |                                   |                                   |                                   |
| Las Vegas Motor Speedway Las Vegas, Nevada            | Martinsville Speedway Martinsville, Virginia | Michigan International Speedway Brooklyn, Michigan | New Hampshire Motor Speedway Loudon, New Hampshire | Phoenix International Raceway Avondale, Arizona   | Pocono Raceway Long Pond, Pennsylvania        |                                   |                                   |                                   |                                   |                                   |
| Richmond International Raceway Richmond, Virginia     | Sonoma Raceway Sonoma, Kalifornien           | Talladega Superspeedway Talladega, Alabama         | Texas Motor Speedway Fort Worth, Texas             | Watkins Glen International Watkins Glen, New York |                                               |                                   |                                   |                                   |                                   |                                   |
| ----------------------------------------------------- | -------------------------------------------- | -------------------------------------------------- | -------------------------------------------------- | ------------------------------------------------- | --------------------------------------------- | --------------------------------- | --------------------------------- | --------------------------------- | --------------------------------- | --------------------------------- |

## Hersteller-Beteiligung

### Grand National (1949–1971)

#### General Motors
- Chevrolet Chevelle: 1964–1971
- Oldsmobile Golden Rocket 88: 1957–1958
- Pontiac Chieftain: 1958–1963
- Chevrolet Bel Air: 1950er
- Chevrolet Impala: 1950er bis Mitte der 1960er
- Pontiac Catalina: frühen 1960er
- Pontiac GTO: 1960er bis frühe 1970er
- Pontiac Grand Prix 1970er–2004
- Buick Gran Sport: 1960er und 1970er
- Buick Regal 1980er–1990er
- Buick: 1954–1955
- Cadillac: 1949

#### Ford
- Ford Fairlane: 1960–1967
- Mercury Monterey: 1950er
- Mercury Comet / Cyclone: 1963–1971
- Ford Torino / Ford Torino Talladega: 1968–1971
- Ford Thunderbird: 1959–1963 (fuhr als separate Marke gegen andere Ford-Modelle in der Hersteller-Meisterschaft)
- Lincoln: 1949–1950
- Mercury: 1950–1959

#### Chrysler
- Dodge Coronet: 1953–1957
- Chrysler 300 letter series: 1954–1956
- Plymouth Belvedere: 1964–1967
- Plymouth Road Runner/Superbird: 1968–1971
- Dodge Charger / Dodge Charger Daytona: 1969–1971
- DeSoto: 1959

#### Andere
- Hudson Hornet: 1951–1954
- Studebaker: 1951 & 1957–1958
- Nash: 1951
- Jaguar: 1954
- Morris Garage

### Winston Cup (1972–2003)

#### General Motors
- Buick Regal: 1981–1985, 1988–1991
- Buick LeSabre: 1986–1987
- Chevrolet Chevelle: 1972–1977
- Chevrolet Caprice/Impala frühe 1980er, zusammen mit dem Monte Carlo
- Chevrolet Lumina: 1989–1994
- Chevrolet Monte Carlo: 1979–1989, 1995–2007
- Oldsmobile Cutlass: 1977–1992
- Oldsmobile Delta 88: 1986–1987
- Pontiac Grand Prix: 1977–2003

#### Chrysler
- Dodge Charger: 1972–1978 und 2004–2007
- Dodge Intrepid: 2001–2003
- Dodge Magnum: 1975–1977
- Plymouth Road Runner: 1972–1978
- Dodge Avenger: ab 2007

#### Ford
- Ford Torino: 1975–1980
- Ford Thunderbird: 1981–1997
- Ford Taurus: 1998–2005
- Mercury Cyclone / Montego 1972–1980

#### American Motors
- AMC Matador: 1972–1980

### Nextel Cup (2004–2007)

#### Chrysler
- Dodge Intrepid: 2004
- Dodge Charger: 2005–2007
- Dodge Avenger: 2007 (Car of Tomorrow)

#### Ford
- Ford Taurus: 2004–2005
- Ford Fusion: 2006–2007

#### General Motors
- Chevrolet Monte Carlo: 2004–2005
- Chevrolet Monte Carlo SS: 2006–2007
- Chevrolet Impala SS: 2007 (Car of Tomorrow)
- Pontiac Grand Prix: 2004 (keine Werksunterstützung)

#### Toyota
- Toyota Camry: 2007

### Sprint Cup (2008–2016)

#### Chrysler
- Dodge Charger: 2008–2012

#### Ford
- Ford Fusion: 2008–2016

#### General Motors
- Chevrolet Impala SS: 2008–2012
- Chevrolet SS: 2013–2016

#### Toyota
- Toyota Camry: 2008–2016

### Monster Energy NASCAR Cup Series (2017–2019) und NASCAR Cup Series (seit 2020)

#### Ford
- Ford Fusion: 2017–2018
- Ford Mustang: seit 2019

#### General Motors
- Chevrolet SS: 2017
- Chevrolet Camaro: seit 2018

#### Toyota
- Toyota Camry: seit 2017
- Toyota Supra: seit 2019

## Cup Series Statistiken
- Das letzte Grand National/Cup-Rennen auf einem unasphaltieren Dirt-Track gewann Richard Petty am 30. September 1970 auf dem State Fairgrounds Speedway in Raleigh, North Carolina. Er gewann es in einem Plymouth, der bereits von seinem Team Petty Enterprises an Don Robertson verkauft und extra für das Rennen gemietet wurde.[2]
- Der jüngste Fahrer, der ein Rennen in der Serie gewinnen konnte, ist Joey Logano, der am 28. Juni 2009 das Lenox Industrial Tools 301 im Alter von 19 Jahren, 1 Monat und 4 Tagen gewann.
- Der jüngste Champion der modernen Ära ab 1972 war Jeff Gordon in der Saison 1995 im Alter von 24 Jahren, der älteste Champion Bobby Allison 1983 im Alter von 45. Der jüngste Champion aller Zeiten war Bill Rexford im Jahr 1950 im Alter von 21 Jahren.
- Benny Parsons, Bill Rexford, Ned Jarrett und Matt Kenseth sind die einzigen Champion der Serie, die in ihrer Meisterschaftssaison nur einen Saisonsieg erzielen konnten. Kein Fahrer konnte bislang die Meisterschaft ohne einen einzigen Saisonsieg erreichen, allerdings sicherte sich Matt Crafton in der NASCAR Truck Series 2019 den Titel ohne einen einzigen Sieg.
- Tony Stewart (2011) und vor ihm Alan Kulwicki (1992) waren die letzten Champions, die Fahrer und Teambesitzer zugleich waren. Dale Earnhardt war der letzte Fahrer, der den Titel für ein Ein-Wagen-Team erreichen konnte.
- Tony Stewart und Cale Yarborough sind die einzigen Fahrer, die beim Daytona 500 den letzten Platz belegten und in derselben Saison dennoch die Meisterschaft gewinnen konnten.
- Cale Yarborough und Jimmie Johnson sind die einzigen Fahrer, die drei Meisterschaften in Folge gewinnen konnten.
- Die meisten Siege in einer einzigen Saison erzielte Richard Petty in der Saison 1967 mit 27 Siegen. Diese Saison war gleichzeitig die erste, bei der ein Fahrer über 100.000 US-Dollar an Preisgeld erzielen konnte. In der Saison 1967 wurden aber 48 Rennen ausgetragen, während der Rennkalender der Saison 2007 36 Rennen umfasst. Richard Petty hält zudem den Rekord an meisten Siegen in der modernen Ära ab 1972 mit 13 Siegen bei 30 Saisonrennen.
- In der Saison 2011 lagen nach 36 langen Punkterennen Tony Stewart und Carl Edwards am Ende mit 2.403 zu 2.403 Punkten gleichauf. Zum ersten Mal in der über 60-jährigen NASCAR-Geschichte entschied der Tie-Breaker über den Titel. Stewart gewann fünf Saisonrennen (es waren 5 der 10 Chase-Rennen), Edwards nur eines.

## Bisherige Champions

### Fahrer-Meisterschaft
Für eine ausführliche Darstellung der Champions siehe Liste der NASCAR-Champions, für die der besten Neulinge siehe NASCAR Rookie of the Year Award.
| Jahr                  | Champion      | Neuling des Jahres |
| --------------------- | ------------- | ------------------ |
| Strictly Stock Series |               |                    |
| 1949                  | Red Byron     |                    |
| Grand National Series |               |                    |
| 1950                  | Bill Rexford  |                    |
| 1951                  | Herb Thomas   |                    |
| 1952                  | Tim Flock     |                    |
| 1953                  | Herb Thomas   |                    |
| 1954                  | Lee Petty     |                    |
| 1955                  | Tim Flock     |                    |
| 1956                  | Buck Baker    |                    |
| 1957                  | Buck Baker    |                    |
| 1958                  | Lee Petty     | Shorty Rollins     |
| 1959                  | Lee Petty     | Richard Petty      |
| 1960                  | Rex White     | David Pearson      |
| 1961                  | Ned Jarrett   | Woodie Wilson      |
| 1962                  | Joe Weatherly | Tom Cox            |
| 1963                  | Joe Weatherly | Billy Wade         |
| 1964                  | Richard Petty | Doug Cooper        |
| 1965                  | Ned Jarrett   | Sam McQuagg        |
| 1966                  | David Pearson | James Hylton       |
| 1967                  | Richard Petty | Donnie Allison     |
| 1968                  | David Pearson | Pete Hamilton      |
| 1969                  | David Pearson | Dick Brooks        |
| 1970                  | Bobby Isaac   | Bill Dennis        |
| 1971                  | Richard Petty | Walter Ballard     |

| Jahr        | Champion        | Neuling des Jahres |
| ----------- | --------------- | ------------------ |
| Winston Cup |                 |                    |
| 1972        | Richard Petty   | Larry Smith        |
| 1973        | Benny Parsons   | Lennie Pond        |
| 1974        | Richard Petty   | Earl Ross          |
| 1975        | Richard Petty   | Bruce Hill         |
| 1976        | Cale Yarborough | Skip Manning       |
| 1977        | Cale Yarborough | Ricky Rudd         |
| 1978        | Cale Yarborough | Ronnie Thomas      |
| 1979        | Richard Petty   | Dale Earnhardt     |
| 1980        | Dale Earnhardt  | Jody Ridley        |
| 1981        | Darrell Waltrip | Ron Bouchard       |
| 1982        | Darrell Waltrip | Geoffrey Bodine    |
| 1983        | Bobby Allison   | Sterling Marlin    |
| 1984        | Terry Labonte   | Rusty Wallace      |
| 1985        | Darrell Waltrip | Ken Schrader       |
| 1986        | Dale Earnhardt  | Alan Kulwicki      |
| 1987        | Dale Earnhardt  | Davey Allison      |
| 1988        | Bill Elliott    | Ken Bouchard       |
| 1989        | Rusty Wallace   | Dick Trickle       |
| 1990        | Dale Earnhardt  | Rob Moroso         |
| 1991        | Dale Earnhardt  | Bobby Hamilton     |
| 1992        | Alan Kulwicki   | Jimmy Hensley      |
| 1993        | Dale Earnhardt  | Jeff Gordon        |
| 1994        | Dale Earnhardt  | Jeff Burton        |
| 1995        | Jeff Gordon     | Ricky Craven       |

| Jahr                             | Champion            | Neuling des Jahres  |
| -------------------------------- | ------------------- | ------------------- |
| 1996                             | Terry Labonte       | Johnny Benson       |
| 1997                             | Jeff Gordon         | Mike Skinner        |
| 1998                             | Jeff Gordon         | Kenny Irwin         |
| 1999                             | Dale Jarrett        | Tony Stewart        |
| 2000                             | Bobby Labonte       | Matt Kenseth        |
| 2001                             | Jeff Gordon         | Kevin Harvick       |
| 2002                             | Tony Stewart        | Ryan Newman         |
| 2003                             | Matt Kenseth        | Jamie McMurray      |
| Nextel Cup                       |                     |                     |
| 2004                             | Kurt Busch          | Kasey Kahne         |
| 2005                             | Tony Stewart        | Kyle Busch          |
| 2006                             | Jimmie Johnson      | Denny Hamlin        |
| 2007                             | Jimmie Johnson      | Juan Pablo Montoya  |
| Sprint Cup                       |                     |                     |
| 2008                             | Jimmie Johnson      | Regan Smith         |
| 2009                             | Jimmie Johnson      | Joey Logano         |
| 2010                             | Jimmie Johnson      | Kevin Conway        |
| 2011                             | Tony Stewart        | Andy Lally          |
| 2012                             | Brad Keselowski     | Stephen Leicht      |
| 2013                             | Jimmie Johnson      | Ricky Stenhouse jr. |
| 2014                             | Kevin Harvick       | Kyle Larson         |
| 2015                             | Kyle Busch          | Brett Moffitt       |
| 2016                             | Jimmie Johnson      | Chase Elliott       |
| Monster Energy NASCAR Cup Series |                     |                     |
| 2017                             | Martin Truex junior | Erik Jones          |
| 2018                             | Joey Logano         | William Byron       |
| 2019                             | Kyle Busch          | Daniel Hemric       |
| NASCAR Cup Series                |                     |                     |
| 2020                             | Chase Elliott       | Cole Custer         |
| 2021                             | Kyle Larson         | Chase Briscoe       |
| 2022                             | Joey Logano         | Austin Cindric      |
| 2023                             | Ryan Blaney         | Ty Gibbs            |
| 2024                             | Joey Logano         | Carson Hocevar      |

### Hersteller-Wertung
| Jahr        | Hersteller     |
| ----------- | -------------- |
| Winston Cup |                |
| 1972        | Chevrolet      |
| 1973        | Mercury        |
| 1974        | Chevrolet      |
| 1975        | Dodge          |
| 1976        | Chevrolet      |
| 1977        | Chevrolet      |
| 1978        | Oldsmobile     |
| 1979        | Chevrolet      |
| 1980        | Chevrolet      |
| 1981        | Buick          |
| 1982        | Buick          |
| 1983        | Chevrolet      |
| 1984        | Chevrolet      |
| 1985        | Ford/Chevrolet |
| 1986        | Chevrolet      |
| 1987        | Chevrolet      |

| Jahr        | Hersteller |
| ----------- | ---------- |
| Winston Cup |            |
| 1988        | Ford       |
| 1989        | Chevrolet  |
| 1990        | Chevrolet  |
| 1991        | Chevrolet  |
| 1992        | Ford       |
| 1993        | Pontiac    |
| 1994        | Ford       |
| 1995        | Chevrolet  |
| 1996        | Chevrolet  |
| 1997        | Ford       |
| 1998        | Chevrolet  |
| 1999        | Ford       |
| 2000        | Ford       |
| 2001        | Chevrolet  |
| 2002        | Chevrolet  |
| 2003        | Ford       |

| Jahr                             | Hersteller |
| -------------------------------- | ---------- |
| Nextel Cup                       |            |
| 2004                             | Chevrolet  |
| 2005                             | Chevrolet  |
| 2006                             | Chevrolet  |
| 2007                             | Chevrolet  |
| Sprint Cup                       |            |
| 2008                             | Chevrolet  |
| 2009                             | Chevrolet  |
| 2010                             | Chevrolet  |
| 2011                             | Chevrolet  |
| 2012                             | Dodge      |
| 2013                             | Chevrolet  |
| 2014                             | Chevrolet  |
| 2015                             | Chevrolet  |
| Monster Energy NASCAR Cup Series |            |
| 2016                             | Toyota     |
| 2017                             | Toyota     |
| 2018                             | Ford       |
| 2019                             | Toyota     |
| NASCAR Cup Series                |            |
| 2020                             | Chevrolet  |
| 2021                             | Chevrolet  |
| 2022                             | Ford       |

### Fahrerwertung

#### Punktesystem 1974–2010
| Platzierung | Punkte | Erklärung         |
| ----------- | ------ | ----------------- |
| 1. Platz    | 185    | 1974              |
| 1. Platz    | 175    | von 1975 bis 2003 |
| 1. Platz    | 180    | von 2004 bis 2006 |
| 1. Platz    | 185    | von 2007 bis 2010 |
| 2. Platz    | 170    |                   |
| 3. Platz    | 165    |                   |
| 4. Platz    | 160    |                   |
| 5. Platz    | 155    |                   |
| 6. Platz    | 150    |                   |
| 7. Platz    | 146    |                   |
| 8. Platz    | 142    |                   |
| 9. Platz    | 138    |                   |
| 10. Platz   | 134    |                   |
| 11. Platz   | 130    |                   |
| 12. Platz   | 127    |                   |
| 13. Platz   | 124    |                   |

| Platzierung | Punkte |
| ----------- | ------ |
| 14. Platz   | 121    |
| 15. Platz   | 118    |
| 16. Platz   | 115    |
| 17. Platz   | 112    |
| 18. Platz   | 109    |
| 19. Platz   | 106    |
| 20. Platz   | 103    |
| 21. Platz   | 100    |
| 22. Platz   | 97     |
| 23. Platz   | 94     |
| 24. Platz   | 91     |
| 25. Platz   | 88     |
| 26. Platz   | 85     |
| 27. Platz   | 82     |
| 28. Platz   | 79     |

| Platzierung | Punkte |
| ----------- | ------ |
| 29. Platz   | 76     |
| 30. Platz   | 73     |
| 31. Platz   | 70     |
| 32. Platz   | 67     |
| 33. Platz   | 64     |
| 34. Platz   | 61     |
| 35. Platz   | 58     |
| 36. Platz   | 55     |
| 37. Platz   | 52     |
| 38. Platz   | 49     |
| 39. Platz   | 46     |
| 40. Platz   | 43     |
| 41. Platz   | 40     |
| 42. Platz   | 37     |
| 43. Platz   | 34     |

| Platzierung           | Punkte |
| --------------------- | ------ |
| 44. Platz             | 31     |
| 45. Platz             | 28     |
| 46. Platz             | 25     |
| 47. Platz             | 22     |
| 48. Platz             | 19     |
| 49. Platz             | 16     |
| 50. Platz             | 13     |
| 51. Platz             | 10     |
| 52. Platz             | 7      |
| 53. Platz             | 4      |
| 54. Platz und weitere | 1      |

| Zusatzpunkte | für                                                        |
| ------------ | ---------------------------------------------------------- |
| 5            | 1. Führungsrunde (egal ob unter grüner oder gelber Flagge) |
| 5            | für die meisten Führungsrunden im Rennen                   |
| 1            | Pole-Position                                              |
| 185          | für die schnellste Runde im Training                       |

#### Punktesystem 2011–2015
| Platzierung | Punkte |
| ----------- | ------ |
| 1. Platz    | 43     |
| 2. Platz    | 42     |
| 3. Platz    | 41     |
| 4. Platz    | 40     |
| 5. Platz    | 39     |
| 6. Platz    | 38     |
| 7. Platz    | 37     |
| 8. Platz    | 36     |
| 9. Platz    | 35     |
| 10. Platz   | 34     |
| 11. Platz   | 33     |
| 12. Platz   | 32     |

| Platzierung | Punkte |
| ----------- | ------ |
| 13. Platz   | 31     |
| 14. Platz   | 30     |
| 15. Platz   | 29     |
| 16. Platz   | 28     |
| 17. Platz   | 27     |
| 18. Platz   | 26     |
| 19. Platz   | 25     |
| 20. Platz   | 24     |
| 21. Platz   | 23     |
| 22. Platz   | 22     |
| 23. Platz   | 21     |
| 24. Platz   | 20     |

| Platzierung | Punkte |
| ----------- | ------ |
| 25. Platz   | 19     |
| 26. Platz   | 18     |
| 27. Platz   | 17     |
| 28. Platz   | 16     |
| 29. Platz   | 15     |
| 30. Platz   | 14     |
| 31. Platz   | 13     |
| 32. Platz   | 12     |
| 33. Platz   | 11     |
| 34. Platz   | 10     |
| 35. Platz   | 9      |
| 36. Platz   | 8      |

| Platzierung | Punkte |
| ----------- | ------ |
| 37. Platz   | 7      |
| 38. Platz   | 6      |
| 39. Platz   | 5      |
| 40. Platz   | 4      |
| 41. Platz   | 3      |
| 42. Platz   | 2      |
| 43. Platz   | 1      |

| Zusatzpunkte | für                                                                             |
| ------------ | ------------------------------------------------------------------------------- |
| 3            | Sieg                                                                            |
| 1            | für eine Führungsrunde im Rennen (egal ob unter grüner oder gelber Flagge)      |
| 1            | für die meisten Führungsrunden im Rennen, auch mehrere Fahrer im Rennen möglich |

#### Punktesystem 2016 -
| Platzierung | Punkte |
| ----------- | ------ |
| 1. Platz    | 40     |
| 2. Platz    | 39     |
| 3. Platz    | 38     |
| 4. Platz    | 37     |
| 5. Platz    | 36     |
| 6. Platz    | 35     |
| 7. Platz    | 34     |
| 8. Platz    | 33     |
| 9. Platz    | 32     |
| 10. Platz   | 31     |
| 11. Platz   | 30     |
| 12. Platz   | 29     |

| Platzierung | Punkte |
| ----------- | ------ |
| 13. Platz   | 28     |
| 14. Platz   | 27     |
| 15. Platz   | 26     |
| 16. Platz   | 25     |
| 17. Platz   | 24     |
| 18. Platz   | 23     |
| 19. Platz   | 22     |
| 20. Platz   | 21     |
| 21. Platz   | 20     |
| 22. Platz   | 19     |
| 23. Platz   | 18     |
| 24. Platz   | 17     |

| Platzierung | Punkte |
| ----------- | ------ |
| 25. Platz   | 16     |
| 26. Platz   | 15     |
| 27. Platz   | 14     |
| 28. Platz   | 13     |
| 29. Platz   | 12     |
| 30. Platz   | 11     |
| 31. Platz   | 10     |
| 32. Platz   | 9      |
| 33. Platz   | 8      |
| 34. Platz   | 7      |
| 35. Platz   | 6      |
| 36. Platz   | 5      |

| Platzierung | Punkte |
| ----------- | ------ |
| 37. Platz   | 4      |
| 38. Platz   | 3      |
| 39. Platz   | 2      |
| 40. Platz   | 1      |

| Zusatzpunkte | für                                                                             |
| ------------ | ------------------------------------------------------------------------------- |
| 3            | Sieg                                                                            |
| 1            | für eine Führungsrunde im Rennen (nur unter grüner Flagge)                      |
| 1            | für die meisten Führungsrunden im Rennen, auch mehrere Fahrer im Rennen möglich |